# Parti crédit social uni
Le Parti crédit social uni (Québec) est un parti politique québécois de faible importance ayant œuvré sur la scène provinciale durant les années 1970 et 1980. Il était composé largement d'anciens militants du Ralliement créditiste.
Il a été actif durant deux périodes, de 1969 à 1971, puis de 1979 à 1994.
Le parti est identifié à l'idéologie du crédit social.
Le Parti crédit social uni n'a jamais réussi à faire élire un candidat lors d'une élection et a recueilli de faibles résultats à toutes les élections où il s'est porté candidat.

## Histoire

### Première période (1969-1971)
La création du Parti crédit social uni remonte à un désaccord avec la manière dont Réal Caouette dirigeait le Ralliement créditiste fédéral. À fin des années 1960, le Ralliement créditiste, déjà implanté sur la scène fédérale, décide de présenter des candidats lors des élections provinciales québécoises. Jean-Paul Poulin, un voyageur de commerce, décide de fonder un parti provincial, le Parti crédit social uni.
Le parti présente pour la première fois des candidats à l'élection partielle du 8 octobre 1969. Débutant sur la scène politique, le parti ne peut toutefois pas faire inscrire le nom du parti sur les bulletins de vote. Poulin se présente dans la circonscription de Saint-Jacques, mais il arrive en 5e position avec un maigre 220 voix laissant la victoire au candidat de l'Union nationale, Jean Cournoyer. Les deux autres candidats du parti dans Vaudreuil-Soulanges et Sainte-Marie subiront le même sort.
Le parti ne présente qu'un seul candidat à l'élection générale de 1970, Joseph Ranger, dans Vaudreuil-Soulanges. Il n'obtient que 53 voix.
Le parti présentera aussi quelques candidats aux élections partielles de 1971, mais toujours sans succès.
Le parti semble inactif après 1971.

### Deuxième période (1971-1994)
Le parti sera de nouveau actif en 1979. Le 13 septembre 1979 est accrédité comme un parti politique provincial au Québec. 
À l'élection de 1981, le parti présente 16 candidats qui recueille cumulativement 1 284 voix (0,04 %). À l'élection de 1985, les douze candidats du parti récolte 0,05 % des voix.
Le Parti crédit social uni participe pour la dernière fois à une élection générale en 1989. Le parti ne prône plus directement la philosophie du crédit social, mais privilégie la lutte au chômage. Avec 11 candidats, le parti ne récolte que 0,09 % des voix. Un candidat se présente sans succès dans Anjou à l'élection partielle du 12 janvier 1992.
Le Directeur général des élections du Québec retire l'autorisation du Parti crédit social uni le 27 août 1994, faute d'avoir présenté des candidats à l'élection générale du 12 septembre 1994.

## Idéologie
Le Parti crédit social uni prônait les thèses du crédit social. Au niveau du débat constitutionnel, son fondateur, Jean-Paul Poulin souhaitait, en 1969, un Québec fort dans un Canada uni.

## Résultats électoraux
| Élection       | Sièges                                   | Sièges         | Voix   | Voix        |
| Élection       | Candidats / Circonscriptions en élection | Sièges obtenus | Nombre | Pourcentage |
| -------------- | ---------------------------------------- | -------------- | ------ | ----------- |
| Avril 1970     | 1 / 108                                  | -              | 53     | 0,00 %      |
| Avril 1981     | 16 / 108                                 | -              | 1 284  | 0,04 %      |
| Décembre 1985  | 12 / 122                                 | -              | 1 650  | 0,05 %      |
| Septembre 1989 | 11 / 122                                 | -              | 2 973  | 0,09 %      |